# Haus Mayer-Kuckuk

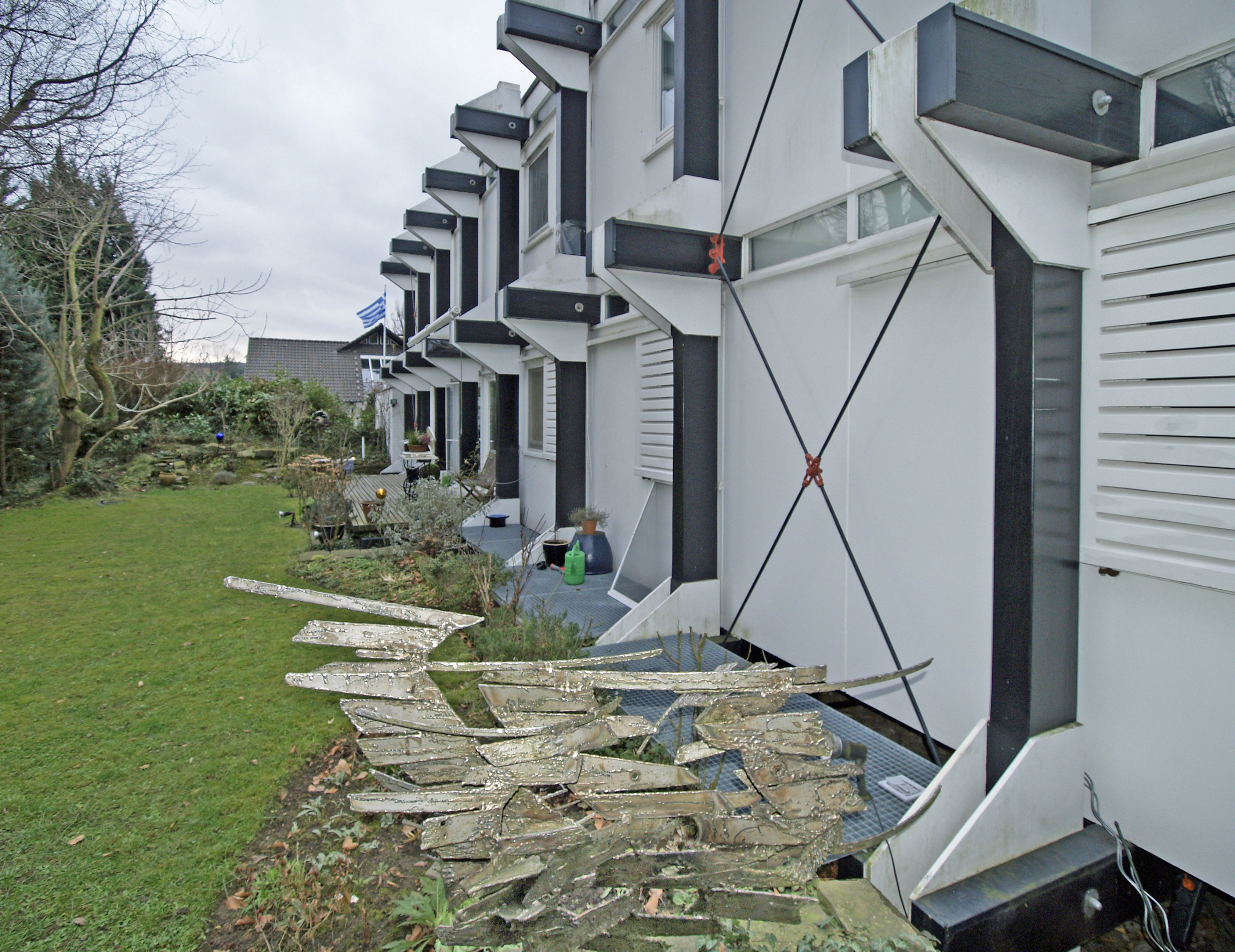
Haus Mayer-Kuckuk, Gartenseite (2011)

Das Haus Mayer-Kuckuk (in der Literatur auch irrtümlich in der Schreibweise Kuckuck) in Bad Honnef, einer Stadt im nordrhein-westfälischen Rhein-Sieg-Kreis, ist ein 1967 errichtetes und in der deutschen Architekturgeschichte des 20. Jahrhunderts als paradigmatisch rezipiertes Einfamilienhaus in Systembauweise. Es entstand nach einem Entwurf des Architekten Wolfgang Döring; Bauherr war der Kernphysiker Theo Mayer-Kuckuk. Das Haus steht als jüngstes Baudenkmal der Stadt unter Denkmalschutz.

## Lage
Das Haus liegt am südlichen Ende der Böckingstraße, einer Sackgasse, unterhalb des Ortsteils Rommersdorf im Norden der Bad Honnefer Stadtmitte. Südlich des Hauses liegt das Gelände des ehemaligen Klosters Haus Nazareth.

## Geschichte
Die Baufläche des Hauses, zuvor als Obstwiese dienend, war ein 650 m² großes Erbpachtgrundstück der Elly-Hölterhoff-Böcking-Stiftung der Universität Bonn und wurde dem dort als Professor für theoretische Physik tätigen Auftraggeber zur Bebauung überlassen. Die Planungen begannen 1965. Für den Bau des Hauses standen 80.000 DM zur Verfügung. Dem Architekten wurden dabei Vorgaben über Funktion und Zahl der Räume gemacht, die zusammen mit dem engen Kostenrahmen zu Überlegungen über den Einsatz neuer Werkstoffe und Fertigungsmethoden führten. Der Architekt wollte ein Beispiel schaffen, wie das Wohnhaus der Zukunft industriell als Gebrauchsartikel mit neuen Raumstrukturen hergestellt werden könnte. 1977 sagte Döring: „Das Aussehen dieses Hauses hat mich eigentlich überhaupt nicht interessiert.“ Nach der Fertigstellung der Betonfundamente nahm die Montage der vorgefertigten Bauelemente nur fünf Tage in Anspruch.
Das Wohnhaus blieb das einzige einer Serie vom Architekten geplanter Fertigbauten. Anfang der 1990er-Jahre scheiterte ein Antrag, das Haus unter Denkmalschutz zu stellen, am Widerstand der Stadt Bad Honnef. 2007 wurde es schließlich in die Denkmalliste der Stadt eingetragen. Das LVR-Amt für Denkmalpflege im Rheinland bezeichnete es als „prototypische Realisation progressiver architektonischer Gedanken einer fortschrittsgläubigen Zeit, ein architektur- und gesellschaftshistorisches Zeugnis der 1960er Jahre.“ Vom Frühjahr 2014 bis zum Herbst 2015 wurde das Haus saniert, das gesamte Ständerwerk wurde ersetzt und der konstruktive Holzschutz optimiert. Ermöglicht wurde die Baumaßnahme dank finanzieller Unterstützung der Deutschen Stiftung Denkmalschutz und des Landes Nordrhein-Westfalen.
Für die Sanierung des Hauses erhielten die Eigentümer den Rheinisch-Westfälischen Staatspreis für Denkmalpflege 2016.

## Architektur

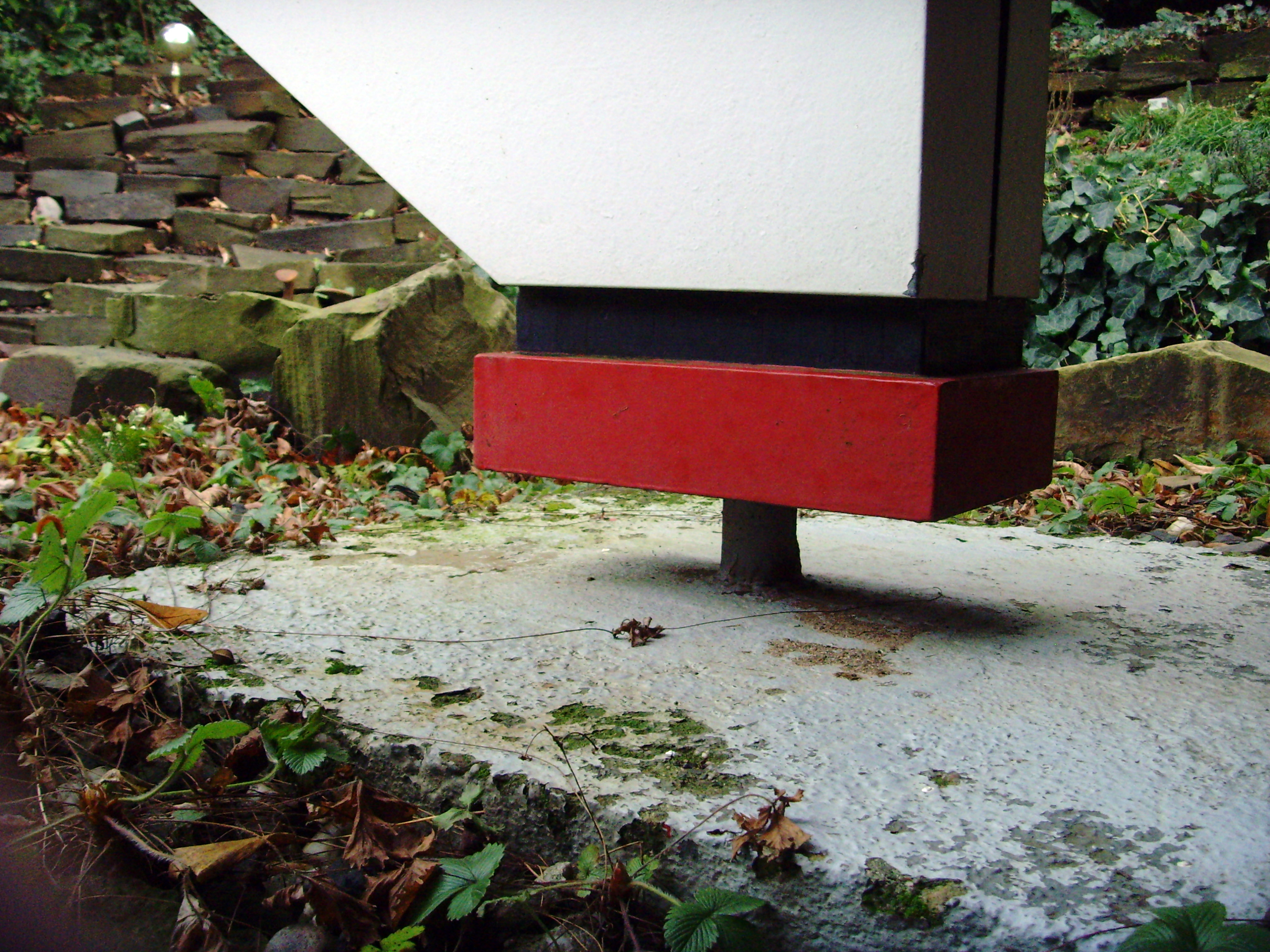
Betonquader

Das Haus Mayer-Kuckuk ist ein Fertighaus mit einem Tragwerk aus Leimholzbalken, das mit trapezförmigen Holzscheiben ausgesteift ist. Die vertikalen Leimbalken sind mit dünnen Stahlstiften in den Betonfundamenten, die aus 16 Betonquadern bestehen, verankert. Bemerkenswert ist dabei die Platzierung der statischen Bauelemente außerhalb des Baukörpers. Neben dem Tragwerk sind seriell gefertigte Boden- und Wandelemente, die bereits die Einrichtung enthalten, das zweite Systemelement.
Der Hauptwohnraum umfasst einen Großteil der Grundfläche, davon ist wiederum etwa die Hälfte doppelstöckig. Das obere Stockwerk wird im offenen Wohnraum erreicht über eine Wendeltreppe und über eine Arbeitsempore. Ein schmaler Korridor nimmt die anderen Wohnräume auf.